# Лапінський Олег Мирославович
Оле́г Миросла́вович Лапі́нський (14 вересня 1985, Кременецький район Тернопільська область — 16 березня 2022, поблизу м. Попасної, Луганська область) — старший солдат Збройних Сил України, учасник російсько-української війни, який загинув під час російського вторгнення в Україну.

## Життєпис
Народився 14 вересня 1985 року у Кременецькому районі на Тернопільщині.
Військову службу проходив на посаді командира бойової машини механізованого батальйону.
Загинув 16 березня 2022 року внаслідок бойового зіткнення та масованого артилерійського обстрілу поблизу м. Попасної Луганської області.
Залишилися мати та син.

## Нагороди
- орден «За мужність» III ступеня (8 травня 2022, посмертно) — за особисту мужність і самовіддані дії, виявлені у захисті державного суверенітету та територіальної цілісності України, вірність військовій присязі[1].